# Harrows Law
Harrows Law är en kulle i Storbritannien.   Den ligger i kommunen South Lanarkshire och riksdelen Skottland, i den centrala delen av landet, 500 km norr om huvudstaden London. Toppen på Harrows Law är 414 meter över havet.
Terrängen runt Harrows Law är platt västerut, men österut är den kuperad.Runt Harrows Law är det ganska glesbefolkat, med 22 invånare per kvadratkilometer. Närmaste större samhälle är Livingston, 15,7 km norr om Harrows Law. Trakten runt Harrows Law består i huvudsak av gräsmarker.